# Кожабаев, Садырбай Токпанович
Садырба́й Токпа́нович Кожаба́ев (род. 23 апреля 1929) — педагог, учёный, общественный деятель,

## Биография
Родился 23 апреля 1929 года в селе № 9 Майкамысского сельсовета Бурлитобинского района Талдыкорганской области в крестьянской семье. Отец Токман родился в 1894 году и до Октябрьской революции был батраком у богатых. С 1929 года работал рабочим на станции Балхаш при Турксибском железнодорожном управлении. Мать Кулсин родилась в 1910 году, занималась домашними делами и воспитанием детей. В семье старший брат Сансызбай и сестры Асия, Асем, Дарига.
В 1937 году поступил в начальную школу № 12 разъезда № 37 Турксибской железной дороги.
В 1946 году поступил на исторический факультет Алматинского педагогического института имени Абая. Институт окончил с отличием 2 июля 1949 года. Все государственные экзамены сданы на оценку «5». Принимали экзамены ректор института Толыбеков С. Е. и декан Байтыков С.
С 1949 по 1952 годы работал преподавателем кафедры основ марксизма-ленинизма Кызылординского учительского института им. Н. В. Гоголя.
С октября 1952 года по направлению Министерства просвещения Казахской ССР поступил на службу в Гурьевский учительский институт преподавателем кафедры основ марксизма-ленинизма.
8 сентября 1954 года на основании постановления Гурьевского горкома партии Кожабаев С. Т. был представлен в бюро обкома партии для назначения на должность заместителя директора по научно-учебной части Института.
С сентября 1954 года занимал должность заместителя директора Института по учебно-научной части. В 1955 году был назначен заместителем директора Института по заочной форме обучения.
В 1956—1962 годы работал заведующим кафедрой Гурьевского педагогического института.
В 1957 году кандидаты исторических наук С. Кожабаев и Л. Е. Файн опубликовали книгу «Из истории борьбы за установление и восстановление Советской власти в Гурьевской области», написанную по данным областного архива, то есть по делам революционного комитета Гурьевского уезда (Ревком) фонда № 1, исполнительного комитета Гурьевского уездного Совета Рабочих, Крестьянских, красноармейских депутатов.
В 1961—1969 годах — ректор Гурьевского педагогического института.
Под руководством Кожабаева С. Т. начался новый этап укрепления учебно-материальной базы института, научного роста профессорско-преподавательского состава, расширения специальностей, открытия новых факультетов и кафедр. В этот период в 1963 году решением Западно-Казахстанского крайкома партии институту был передан учебный дом бывшей школы-интерната, в который вошли историко-филологический факультет и администрация учебного заведения. Были проведены работы по проектированию и строительству учебного здания нового типа, двух студенческих общежитий, студенческой столовой, спортивного комплекса. В 1964 году на месте бараков-общежитий были построены новые общежития. В связи с расширением перечня специальностей в 1962—1963 учебном году был открыт факультет педагогики и методики начального образования. В 1963 году была создана кафедра истории. На базе кафедры биологии и основ сельского хозяйства, действовавшей с 1964 года, в году были созданы кафедры ботаники, зоологии и химии. Продолжила свою работу кафедра педагогики и психологии, кафедры физической культуры, физики, математики. Со стороны ректората в целях оказания научной и методической помощи профессорско-преподавательскому составу института было налажено приглашение известных в республике учёных в институт как новую форму подготовки научных кадров из числа действующих преподавателей из различных отраслей науки. С 1962 года в институте стало традицией проводить научные конференции преподавателей, а организация студенческого научного общества заложила основу для проведения ежегодных научных конференций студентов. В целях оказания помощи преподавателям, занимающимся научной работой, из Министерства высшего образования Казахской ССР был осуществлён вызов выездной комиссии в институт по философии, педагогике, казахскому и русскому языкам и казахской литературе для приёма экзаменов в объёме кандидатского минимума.
В 1969 году С. Кожабаев получил учёное звание доцента на кафедре истории КПСС и научного коммунизма Целиноградского педагогического института.
Награждён орденом Трудового Красного Знамени (1961). Автор более 15 научно-методических трудов.